# Norwegische Meisterschaften im Biathlon 1988
Die norwegischen Meisterschaften im Biathlon 1988 fanden vom 28. bis 31. Januar 1988 in Dombås in der Kommune Dovre, Provinz Innlandet statt. Ausgetragen wurden für Männer und Frauen je ein Einzel- und ein Sprintrennen sowie ein Staffelwettkampf. Die Frauenrennen wurden im Vergleich zum Vorjahr wieder auf die bis 1986 gelaufenen Distanzen gekürzt.
Aufgrund von Schneemangels wurden die Meisterschaften, die eigentlich in Tingvoll stattfinden sollten, in Dombås ausgetragen.

## Männer

### Einzel (20 km)
| Platz | Starter          | Verein        | Zeit        | Fehler |
| ----- | ---------------- | ------------- | ----------- | ------ |
| 1     | Eirik Kvalfoss   | Voss          | 1:01:36,2 h | 4      |
| 2     | Frode Løberg     | Elverum       | 1:01:46,9 h | 3      |
| 3     | Sylfest Glimsdal | Nord-Aurdal   | 1:02:39,1 h | 4      |
| 4     | Geir Einang      | Vestre Slidre | 1:03:45,9 h | 3      |
| 5     | Jon Åge Tyldum   | Garden        | 1:04:35,7 h | 5      |
| 6     | Magnar Istad     | Voss          | 1:04:39,3 h | 1      |

Start: 29. Januar 1988

### Sprint (10 km)
| Platz | Starter             | Verein        | Zeit        | Fehler |
| ----- | ------------------- | ------------- | ----------- | ------ |
| 1     | Geir Einang         | Vestre Slidre | 29:20,9 min | 1      |
| 2     | Eirik Kvalfoss      | Voss          | 29:35,8 min | 3      |
| 3     | Hans Jørgen Tveito  | Ål            | 29:55,3 min | 2      |
| 4     | Sverre Istad        | Voss          | 30:00,6 min | 3      |
| 5     | Gisle Fenne         | Voss          | 30:21,5 min | 4      |
| 6     | Bjørn Tore Berntsen | Målselv       | 30:26,1 min | 1      |

Start: 30. Januar 1988

### Staffel (4 × 7,5 km)
| Platz | Starter                                                 | Region    | Zeit      |
| ----- | ------------------------------------------------------- | --------- | --------- |
| 1     | Sverre Istad Magnar Istad Gisle Fenne Eirik Kvalfoss    | Hordaland | 1:30:59 h |
| 2     | Geir Einang Ivar Ulekleiv Tor Skattebo Sylfest Glimsdal | Oppland   | 1:32:11 h |
| 3     | Magnar Dalen Tommy Olsen Helge Sveen Øivind Nerhagen    | Hedmark   | 1:34:01 h |

Start: 31. Januar 1988

## Frauen

### Einzel (10 km)
| Platz | Starter          | Verein        | Zeit        | Fehler |
| ----- | ---------------- | ------------- | ----------- | ------ |
| 1     | Elin Kristiansen | Vestre Trysil | 38:18,7 min | 1      |
| 2     | Mona Bollerud    | Fiskum        | 39:38,9 min | 3      |
| 3     | Anne Elvebakk    | Voss          | 40:21,2 min | 5      |
| 4     | Helga Øvsthus    | Voss          | 41:20,7 min | 5      |
| 5     | Synnøve Thoresen | Simostranda   | 42:40,1 min | 5      |
| 6     | Bente Mestad     | Torridal      | 42:59,1 min | 2      |

Start: 28. Januar 1988

### Sprint (5 km)
| Platz | Starter              | Verein         | Zeit        | Fehler |
| ----- | -------------------- | -------------- | ----------- | ------ |
| 1     | Anne Elvebakk        | Voss           | 17:41,4 min | 3      |
| 2     | Elin Kristiansen     | Vestre Trysil  | 18:22,3 min | 2      |
| 3     | Siri Grundnes        | Austre Målselv | 18:30,3 min | 4      |
| 4     | Mona Bollerud        | Fiskum         | 18:37,8 min | 4      |
| 5     | Synnøve Thoresen     | Simostranda    | 18:48,2 min | 4      |
| 6     | Gunn Kjersti Bøygard | Ål             | 19:14,7 min | 1      |

Start: 30. Januar 1988

### Staffel (3 × 5 km)
| Platz | Starter                                             | Region    | Zeit        |
| ----- | --------------------------------------------------- | --------- | ----------- |
| 1     | Helga Øvsthus Venke Istad Anne Elvebakk             | Hordaland | 53:06,8 min |
| 2     | Siv Bråten Lunde Unni Kristiansen Elin Kristiansen  | Hedmark   | 53:31,5 min |
| 3     | Synnøve Thoresen Gunn Kjersti Bøygard Mona Bollerud | Buskerud  | 56:55,8 min |

Start: 31. Januar 1988